# جان مک‌انری
جان مک‌انری (انگلیسی: John McEnery؛ زادهٔ ۱ نوامبر ۱۹۴۳ - درگذشته ۱۲ آوریل ۲۰۱۹ (۷۵ سال)) یک هنرپیشه اهل بریتانیا است. وی از سال ۱۹۶۴ میلادی تا زمان مرگش مشغول فعالیت بوده‌است.
از فیلم‌ها یا برنامه‌های تلویزیونی که وی در آن نقش داشته‌است، می‌توان به نیکلاس و الکساندرا، رومئو و ژولیت، قصه‌گو، وقتی شنبه می‌آید و نام رمز: کیریل اشاره کرد.